# Agrela e Serafão
Agrela e Serafão (oficialmente: União de Freguesias de Agrela e Serafão) é uma freguesia portuguesa do município de Fafe, com 9,2 km² de área e 1208 habitantes (censo de 2021). A sua densidade populacional é 131,3 hab./km².

## História
Foi constituída em 2013, no âmbito de uma reforma administrativa nacional, pela agregação das antigas freguesias de Agrela e Serafão e tem a sede na Rua do Dr. Parcídio de Matos, 70, em Serafão.

## Demografia
A população registada nos censos foi:
| Distribuição da População por Grupos Etários | Distribuição da População por Grupos Etários | Distribuição da População por Grupos Etários | Distribuição da População por Grupos Etários | Distribuição da População por Grupos Etários | Distribuição da População por Grupos Etários |
| -------------------------------------------- | -------------------------------------------- | -------------------------------------------- | -------------------------------------------- | -------------------------------------------- | -------------------------------------------- |
| Antes da agregação                           |                                              |                                              |                                              |                                              |                                              |
| Ano                                          | 0-14 anos                                    | 15-24 anos                                   | 25-64 anos                                   | >= 65 anos                                   | Total                                        |
| 2001                                         | 272                                          | 224                                          | 693                                          | 277                                          | 1466                                         |
| 2011                                         | 160                                          | 148                                          | 616                                          | 259                                          | 1183                                         |
| Após a agregação                             |                                              |                                              |                                              |                                              |                                              |
| Ano                                          | 0-14 anos                                    | 15-24 anos                                   | 25-64 anos                                   | >= 65 anos                                   | Total                                        |
| 2021                                         | 128                                          | 146                                          | 644                                          | 290                                          | 1208                                         |